# Диана Експрес
„Диана Експрес“ е българска рок група, създадена от Митко Щерев в Ямбол през 1974 г.

## История
За първи път „Диана Експрес“ се появява пред публика през април 1974 г. Групата е кръстена на името на експресния влак от София до Ямбол (родния град на М. Щерев). През есента на 1974 г. излиза дебютната дългосвиреща плоча на групата, в която вокалите, музиката и аранжиментите са на Митко Щерев, а другите музиканти са колеги на Щерев от съпровождащия оркестър на Лили Иванова. Първоначалният състав на групата се състои от: Митко Щерев – Хамонд орган, ел. пиано, пиано и вокал и ръководител; Иван Лазов – бас китара; Константин Атанасов – соло китара; Иван Христов – ударни инструменти. Първата изява на живо е през декември на новогодишните балове в зала „Универсиада“. В началото на 1975-а е привлечен певецът Чочо Владовски. Започва активна концертна дейност. Във втората дългосвиреща плоча на „Диана Експрес“ от 1976 г. вокал е Васил Найденов, но само две песни от тази плоча влизат във фонотеката на БНР – „Синева“ и „Диана и ловецът“ заради пеенето на Васил Найденов като Стиви Уондър, но на български. През 1977 г. групата е в своя апогей, но по време на концертите публиката чупи седалките на летните театри в Ловеч, Плевен и Русе и през същата година е наложена седеммесечна забрана на „Диана Експрес“ да концертира. В началото на 1978 г., докато трае забраната, трима бивши музиканти от „Диана Експрес“ се включват в програмата на Петър Чернев под същото име. Митко Щерев, чрез съдействие от Концертна дирекция, бламира изявите им под това име и новосформираната група е прекръстена на „Фоноекспрес“. Във албума „Молитва за дъжд“ на групата повечето членове са сменени: Цветан Банов – ударни; Живко Топалов – бас китара, контрабас; Максим Горанов – соло китара, вокал; Илия Ангелов – вокал. В четвъртия албум „Златна ябълка“ е сменен само барабанистът – новият е Валентин Христов. В периода 1975 – 1984 г. Митко Щерев открива и създава в „Диана Експрес“ певци, които после стават звезди: Васил Найденов (1975 – 1976), Георги Станчев (1980 – 1981) и Илия Ангелов (1981 – 1984). За кратко време през „Диана Експрес“ преминават Чочо Владовски и Юксел Ахмедов от „Фоноекспрес“. Почти всички песни композира и аранжира Митко Щерев. Много от тях се превръщат в шлагери. Едни от най-популярните песни на групата са „Синева“ с Васил Найденов, „Душа“ с Георги Станчев и „Блус за двама“ с Илия Ангелов. През 1985 г., когато Митко Щерев разпуска групата поради значително намалелия интерес от публиката – на последния им концерт заетите места са малко повече от половината, съставът е следният: Митко Щерев – акустично пиано, фендер пиано, Хамонд орган и синтезатори; Илия Ангелов – вокал; Валентин Христов – ударни; Тодор Върбанов – бас китара, вокал и Виктор Грънчаров – соло китара. През 1998 година излиза компактдиск с най-популярното от „Диана Експрес“, в нов денс аранжимент, като голяма част от песните са изпълнени от певицата Галя. През 2002 г. основният състав отново се събира, но работи само за две години. През това време „Диана Експрес“ успява да реализира албума „Ябълката на греха“, а през 2005 г. Митко Щерев отбеляза 30-годишнината на групата с диска „30 години Диана Експрес“. От 2006 г. групата се състои само от Митко Щерев и Илия Ангелов.
През 2009 г. Максим Горанов регистрира търговска марка „Диана експрес“, след което сформира нова група, която кръщава на търговската си марка. Митко Щерев я обявява за фалшива, започва съдебни дела за кражба на интелектуална собственост срещу Горанов и в крайна сметка успява да защити правата си. През 2013 г. всеки от членовете на формацията на Горанов е осъден на 10 000 лв. С решението на съда Министерството на културата издава постановление, според което група „Диана Експрес“ принадлежи единствено на Митко Щерев и Илия Ангелов.
„Диана Експрес“ е изнесла над 2000 концерта в България, ЧССР, ГДР, Виетнам, Лаос, Кампучия и Египет.

## Дискография

### Малки плочи и сингли
- 1980 – „Диана Експрес“
(SP, Балкантон – ВТК 3574)
- 1983 – „Диана Експрес“
(SP, Балкантон – ВТК 3762)
- 2014 – „Магистралата“[5]
(CD – сингъл, Музикална къща Диана Експрес ‎– DE201401)
- 2014 – „Осъдени души. 40 години група Диана Експрес“[6]
(CD – сингъл, Музикална къща Диана Експрес ‎– DE201402)
- 2016 – „Усмивката“[7]
(CD – сингъл, Музикална къща Диана Експрес ‎– DE201602)

### Студийни албуми
- 1974 – „Диана Експрес“
(LP, Балкантон – ВТА 1678)
- 1975 – „Диана Експрес“
(LP, Балкантон – ВТА 1943)
- 1981 – „Молитва за дъжд“
(LP и MC, Балкантон, LP: ВТА 10750; MC: ВТМС 7016)
- 1982 – „Златна ябълка“
(LP, Балкантон – ВТА 11200)
- 1984 – „Диана Експрес 5“
(LP, Балкантон – ВТА 11491)
- 2002 – „Ябълката на греха“
(CD, StefKos Music – SM0212058)
- 2018 – „Усмивката“
(CD)

### Компилации
- 1994 – „Най-доброто“
(MC и CD, UBP Int.)
- 1998 – „Диана Експрес – dance versions“
(CD, Диана Експрес)
- 2005 – „GOLD. 30 години Диана Експрес“
(CD, StefKos Music – SM0502087)
- 2016 – „40 години група Диана Експрес. 10 златни хита“[8]
(CD, Музикална къща Диана Експрес ‎– DE201601)

## По-известни песни
- „Утре“
- „Душа“ – Първа награда на „Мелодия на годината“, 1980 г.
- „Влюбено сърце“
- „Молитва за дъжд“
- „Северина“
- „Блус за двама“
- „Наследство“
- „Балада за Пловдив“
- „Признание“
- „Изгубена любов“
- „Минавам на червена светлина“
- „Всяка песен е любов“
- „Есен“'
- „Златна ябълка“
- „Нежно постоянство“
- „Какво не ти достига“
- „Утре започва от днес“
- „Синева“
- „Детство“
- „Диана и ловецът“
- „Хоровод“
- „Родопчанка“